# Automation (radio)
Automation kallas det när man låter datorer, slingbandspelare eller andra ljudelektronik-apparater sköta utsändningen av musik, jinglar eller hela radioprogram, över en rundradiosändare. Syftet ska vara att kunna upprätthålla en utsändning utan programledare eller tekniker, i princip hur länge som helst.
Om datorer används, kan man styra innehållet på ett bättre sätt, bl.a. genom att styra hur blandningen av musik ska ske. Här finns möjlighet till hur avancerade inställningar som helst. Det ger möjlighet att bättre styra hur stationens "sound" ska låta vid olika tidpunkter på dygnet och under veckan.
Om man kompletterar automationen med en s.k. Voice-track-funktion, kan man även låta programledare komma till tals mellan låtarna, genom förinspelat prat. På så sätt ger man illusionen av att det sitter en programledare i studion och sänder för en.
- Fördelar: Man kan låta en programledare vara programledare på flera radiostationer, programledaren kan spela in prat för flera timmar under en enstaka timme vilket blir effektivare, natt-programledare kan spela in sin röst på dagen vilket ger lägre personalkostnader.
- Nackdelar: Frånvaron av en programledare vid varje enskild tidpunkt kan göra att man får en känsla av verklighetsfrånvaro då man inte kan ta in telefonsamtal från lyssnare eller kunna prata om saker som händer just nu. I vissa voice-track-system kan man också ha problem med att kunna tala om exakt vad klockan är.